# Uranotaenia cavernicola
Uranotaenia cavernicola är en tvåvingeart som beskrevs av Mattingly 1954. Uranotaenia cavernicola ingår i släktet Uranotaenia och familjen stickmyggor. Inga underarter finns listade i Catalogue of Life.